# Angelika Winzig
Angelika Winzig, née le 9 mai 1963 à Attnang-Puchheim, est une femme politique autrichienne. Membre du Parti populaire autrichien , elle siège au Conseil fédéral de 2010 à 2013, au Conseil national de 2013 à 2019 puis au Parlement européen depuis 2019.